# 養老町立高田小学校
養老町立高田小学校 （ようろうちょうりつ　たかだしょうがっこう）は、かつて岐阜県養老郡養老町に存在した公立小学校。

## 概要
- 旧・高田町の小学校であった。1967年、養老小学校に統合され廃校。
- 跡地は養老高田平成記念公園となっている。

## 沿革
- 1873年（明治6年）3月12日 - 島田村に藍田小学校が開校。島田村、押越村、直江村、五日市村、竜泉寺村の児童が通学する[注釈 2]。田代説教場[注釈 3]を仮校舎とする。
- 1883年（明治16年） - 烏江村に明倫学校が開校。校区は烏江村、上屋村、西大外羽村、高淵村、江月村。
- 1886年（明治19年）11月 - 藍田小学校が島田簡易科小学校に改称する。元製糸工場を校舎とする。
- 1888年（明治21年） - 島田簡易科小学校が島田尋常小学校に改称する。
- 1889年（明治22年） - 
  - 島田村が町制施行。高田町が発足。
  - 明倫学校が烏江尋常小学校に改称する。
- 1891年（明治24年）5月1日 - 島田尋常小学校が高田尋常高等小学校に改称する。簡易科を設置。
- 1892年（明治25年）4月1日 - 買い取った民家に移転。
- 1893年（明治26年）3月 - 校舎を新築し、移転。簡易科を廃止。
- 1894年（明治27年）5月 - 烏江尋常小学校が烏江尋常高等小学校に改称する。
- 1897年（明治30年）
  - 4月1日 - 高田町、烏江村、養老村の一部（押越）と合併し、改めて高田町が発足。
  - 4月1日 - 高田尋常高等小学校が烏江簡易科小学校を統合する。烏江分教場を設置。この時点での校区は高田町・多芸村の一部（直江）。
- 1901年（明治34年）4月[注釈 4] - 高田尋常高等小学校に養老村の沢田尋常小学校、石畑尋常小学校、及び多芸村の大墳簡易科小学校が統合される。高田尋常高等小学校は高田町多芸村養老村の組合立の学校となる。この時点での校区は、高田町・養老村・多芸村の一部（北大墳・直江）[注釈 5]。
- 1902年（明治35年）4月[注釈 6] - 高田町多芸村養老村の学校組合が解消され、沢田尋常小学校と石畑尋常小学校が分立する。高田尋常高等小学校は高田町の学校となる。多芸村の北大墳地区、直江地区の委託は継続し、さらに多芸村の多岐地区を委託する。
- 1903年（明治36年） - 校舎を増築する。
- 1914年（大正3年） - 多芸村直江地区の委託を解消。
- 1915年（大正4年）4月22日 - 農業商業裁縫補習学校を併設する。
- 1921年（大正10年） - 多芸村に多芸尋常小学校が開校し、多芸村の北大墳地区、多岐地区の委託を解消。
- 1923年（大正12年）4月 - 農業商業裁縫補習学校が農商補習学校に改称する。
- 1931年（昭和6年） - 烏江分教場を廃止。
- 1941年（昭和16年）4月1日 - 高田国民学校に改称する。
- 1943年（昭和18年） - 校舎を新築する。旧校舎を移動させる。
- 1947年（昭和22年）4月1日 - 高田町立高田小学校に改称する。
- 1949年（昭和24年）5月25日 - 校舎の一部を養老郡学校組合立高田中学校に譲渡する。
- 1954年（昭和29年）11月3日 - 高田町、養老村、上多度村、広幡村、池辺村、笠郷村、小畑村、多芸村、日吉村、合原村の一部と合併し、養老町が発足。同時に養老町立高田小学校に改称する。
- 1967年（昭和42年）3月31日　-　養老小学校に統合され廃校。